# Saint-Gilles-les-Forêts
Saint-Gilles-les-Forêts är en kommun i departementet Haute-Vienne i regionen Nouvelle-Aquitaine i västra Frankrike. Kommunen ligger i kantonen Châteauneuf-la-Forêt som tillhör arrondissementet Limoges. År 2022 hade Saint-Gilles-les-Forêts 44 invånare.

## Befolkningsutveckling
Antalet invånare i kommunen Saint-Gilles-les-Forêts
| Referens: INSEE |